# Стоян Караджов
Стоян Димитров Караджов е политик от БКП, участвал в Съпротивителното движение във Втората световна война.

## Биография
Стоян Караджов е роден на 12 юли 1905 г. в с. Живково. Става член на БКМС (1923) и на БКП (1927). Учи в Чехословакия. През 1937 г. завършва образованието си по машинно инженерство. Става член на Чехословашката комунистическа партия и на Задграничното бюро на ЦК на БКП.
След завръщането си в България е осъден на 1 година и 1 месец затвор за комунистическа дейност. През 1939 г. става секретар на градския комитет на БРП (к). Участва в Съпротивителното движение по време на Втората световна война. През 1941 г. е въдворен в лагерите „Кръсто поле“ и „Гонда вода“. Година по-късно избягва и като нелегален става инструктор на ЦК на БРП (к). Пълномощник е на ЦК на БКП в щаба на Десета Варненска въстаническа оперативна зона.
В периода 1945 – 1948 г. е директор на „Мини Перник“. От 1948 до 1951 г. е заместник-министър на мините и подземните богатства, а от 1951 до 1954 г. е заместник-министър на тежката промишленост. Български търговски представител в Чехословакия и ГДР (1954 – 1959). Член е на ЦК на БКП (1954 – 1966, 1986 – 1990)..
В периода 1959 – 1962 г. е председател на Комитета по техническия прогрес. Завежда отдел „Промишлен“ на ЦК на БКП от 1961 до 1963 г. Посланик е на България: в СССР (1963 – 1966, в Пакистан (1965 – 1967), в Чехословакия. След това до 1986 г. е председател на Централната контролно-ревизионна комисия на БКП. От 1986 г. е консултант в Комитета за българите в чужбина.
Удостоен е с почетните звания „Герой на социалистическия труд“ (1975) и „Герой на Народна република България“ (1985) и други държавни награди.

## Награди
- Герой на Народна република България, 1985 г.
- Герой на социалистическия труд, Указ № 1331 от 11.08.1975 г.
- 2 ордена „Георги Димитров“
- орден „13 века България“
- орден „Трудово червено знаме“ на СССР
- орден „Дружба между народите“ на СССР[4]

## Трудове
- „За чистотата, единството и боеспособността на партията. Сборник доклади и речи. Т.1 – 2“, 1980
- „Мечтите стават действителност. Избрани произведения 1944 – 1983“, 1984
- „По законите на конспирацията. Спомени“, 1986